# Frans G. Hu Kon
Frans G. Hu Kon (né en 1917 dans les Indes néerlandaises et mort à une date inconnue) était un joueur de football international indonésien, qui jouait au poste de défenseur.

## Biographie
Frans G. Hu Kon évoluait dans le club du Spartak Batavia.
Il fait partie de l'équipe des Indes orientales néerlandaises (aujourd'hui Indonésie), qui participe à la coupe du monde 1938, premier mondial pour un pays asiatique.
L'équipe des Indes néerlandaises s'incline 6-0 au 1er tour contre la Hongrie, future finaliste de la compétition.